# Nemesvámos
Nemesvámos (korábban: Vámos, Veszprémvámos) község Veszprém vármegyében, a Veszprémi járásban.

## Fekvése
Veszprémtől 6 kilométerre fekszik, a 77-es főút mentén. Főutcája a 7302-es út, amely a 77-esből ágazik ki, annak kevéssel a 3. kilométere előtt, majd a falut elhagyva továbbhalad dél felé, Veszprémfajsz és a 73-as főút irányába.

## Története
Nemesvámos a Balaton-felvidéken, Veszprém szomszédságában, tengerszint felett mintegy 300–400 m-es magasságban fekvő község. Határában az őskortól kezdve megtelepült az ember, akit vonzottak a kedvező természeti feltételek: az erdők bőséges élelmet, építőanyagot, a patakok és erek tiszta ivóvizet biztosítottak az itt élőknek. A falu északi határát átszelő, a geológiai törésvonalban kialakult Veszprém–Tapolca főútvonal, illetve dél felől a Balaton felé vezető útvonal stratégiai jelentőségűvé tették a községet.
A község legértékesebb történeti emléke a magyar honfoglalás (895–900) előtti korszakokból a Balácán fennmaradt hatalmas kiterjedésű római kori (1–4. századi) villagazdaság, amelyet elsőként Rhé Gyula veszprémi régész tárt fel 1906–1912 között. A feltárást azóta kisebb-nagyobb megszakításokkal (1926, 1976–1989) folytatták s ma is folytatják.

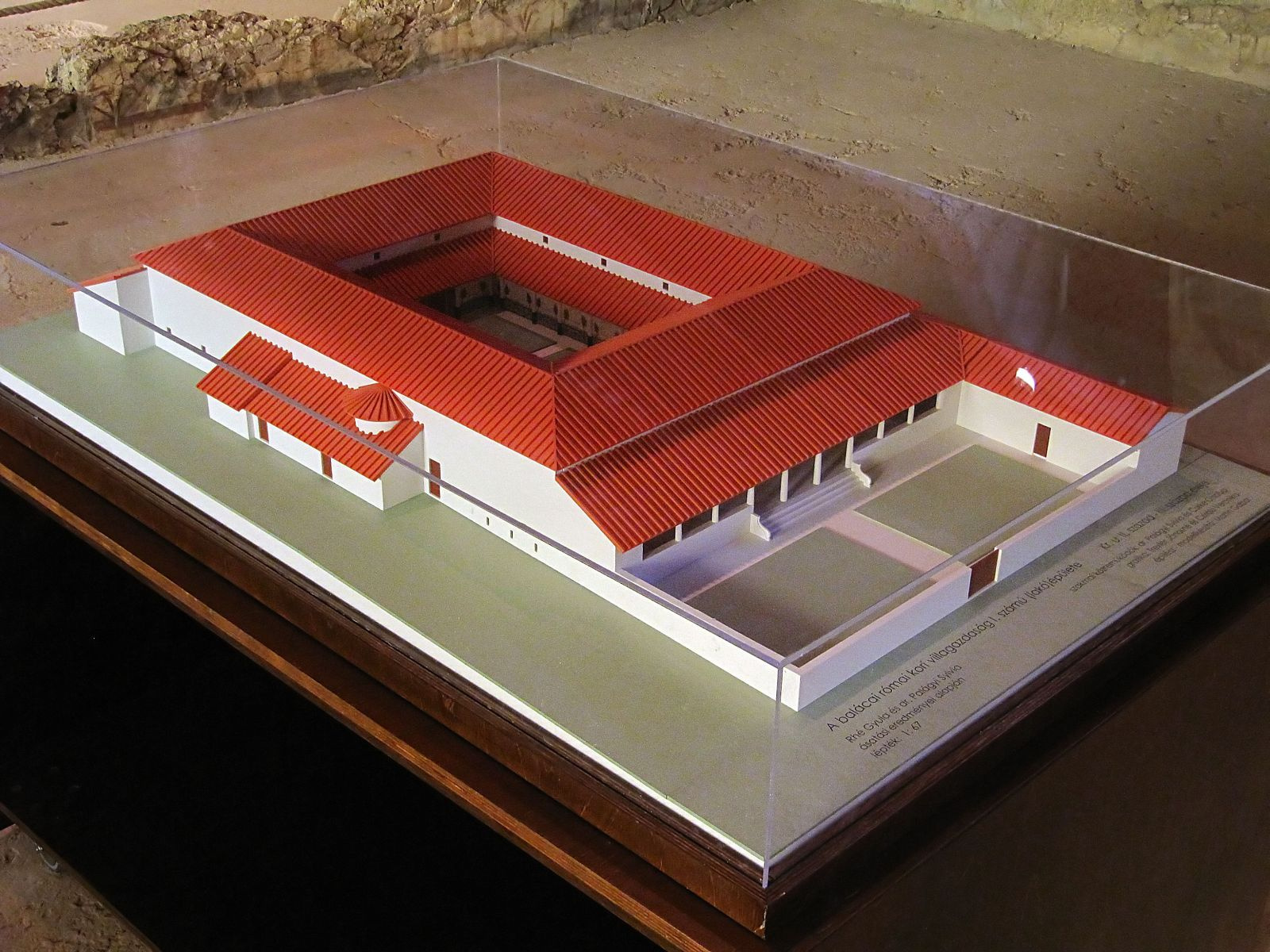
A rekonstruált helyi római villagazdaság modellje

A település a középkorban a Vámos nevet viselte, ami azt jelentette, hogy a lakosok vámszedési jogokkal bírtak. Történetét 1207-től kezdve oklevelek segítségével kísérhetjük nyomon. A magyar uralkodók korában, az úgynevezett Árpád-korban (1000–1301) a település a király és királyné szolgálatában álló szabadok lakóhelye volt, akik a 14–15. században a nemesi osztály tagjaivá váltak. Királyi adót nem fizettek, de háború esetén – ha külső támadás érte az országot – saját költségükön kellett katonáskodniuk. Gazdaságilag kezdettől fogva Veszprém vonzáskörzetébe tartoztak. Veszprém I. István uralkodását (1000–1038) kezdve a vármegye és a püspökség központja, vásártartó és várral bíró erősség volt, amely háborúk esetén a vámosiaknak is menedéket nyújtott.
A magyar középkor végén a kisbirtokos nemesek mellett nagyobb birtokosok is megjelentek: 1488-ban többek közt a Fajszi Ányos famíliának, a veszprémi püspöknek és a veszprémi káptalannak is jelentős birtokai voltak Vámoson. Az egyházi birtokosok 1848-ig meghatározták a falu sorsát. A község 1552 után, Veszprém elfoglalását követően a Magyarország középső részét elfoglaló török birodalom határvidékévé vált, s a 15–17. században egyaránt adózott a magyar és török földesuraknak. A török katonai közigazgatás vallásilag türelmes volt a keresztényekkel, s ezzel szabad utat engedett a reformáció terjedésének. A 17. század folyamán Vámos tiszta református faluvá vált: az egyház fenntartásáról a nemesek gondoskodtak, fennmaradását is ok biztosították az ellenreformáció idején. A református lelkészek nevét 1612-től kezdve ismerjük.
Buda visszafoglalása (1686) és Magyarország felszabadítása után a falu megőrizte nemesi szabadságát. Az itt élő családok nagy része igazolta nemesi származását és ezáltal 1848-ig, a jobbágyfelszabadításig fenntartotta kiváltságait.
A községi önkormányzatot is a közbirtokosságba tömörült nemesek irányították. A nagybirtokosok közül a XVIII. században veszprémi káptalan is újjászervezte gazdaságát. A katolikusok az ő támogatásával szervezték meg plébániájukat 1773-ban. Ettől kezdve mindkét felekezet tartott fenn iskolát, amelyeket 1948-ban államosítottak. 1848-ban a polgári forradalom eltörölte a feudális viszonyokat, bevezette a polgári jogintézményeket. A volt nemesek a szabad parasztság részévé váltak.

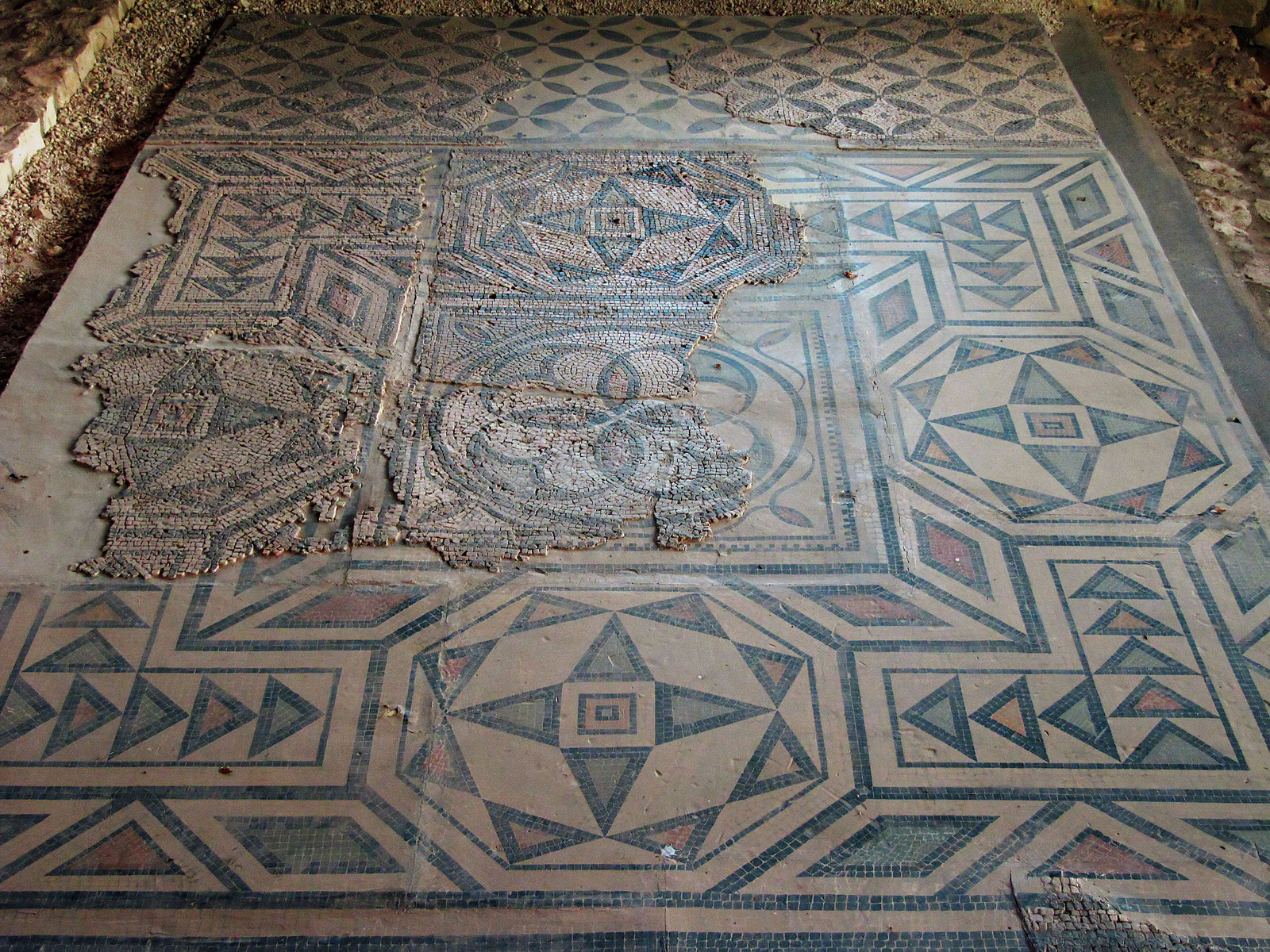
A római villa padlója

Az egykori földesúri, közbirtokossági és jobbágyi birtokok különválasztása az 1856–1876 között lezajlott földbirtokrendezés (tagosítás) során történt meg.
1848 után a község földműveléssel, állattenyésztéssel (szarvasmarha, sertés, juh), erdőgazdálkodással és a balatoni hegyhátakon szőlőműveléssel foglalkozó agrártelepüléssé vált.
A lakosságnak 1910-ben közel 90%-a, 1941-ben 86%-a őstermelésből élt. 1941-ben a 619 mezőgazdasági kereső 18%-a cseléd és napszámos, 72%-a birtokos volt. A birtokosok közül a 20–100 kh közötti birtokkategóriába 56, 100 kh hold felettibe 2 személy tartozott. 1945-ig a gazdagabb parasztok irányították a község, s a református egyház életét. A kisebbséget a szegény réteghez tartozó, főként jobbágy származású katolikusok tették ki. A két felekezet mellett a 20. században a kisegyházak is gyökeret vertek.

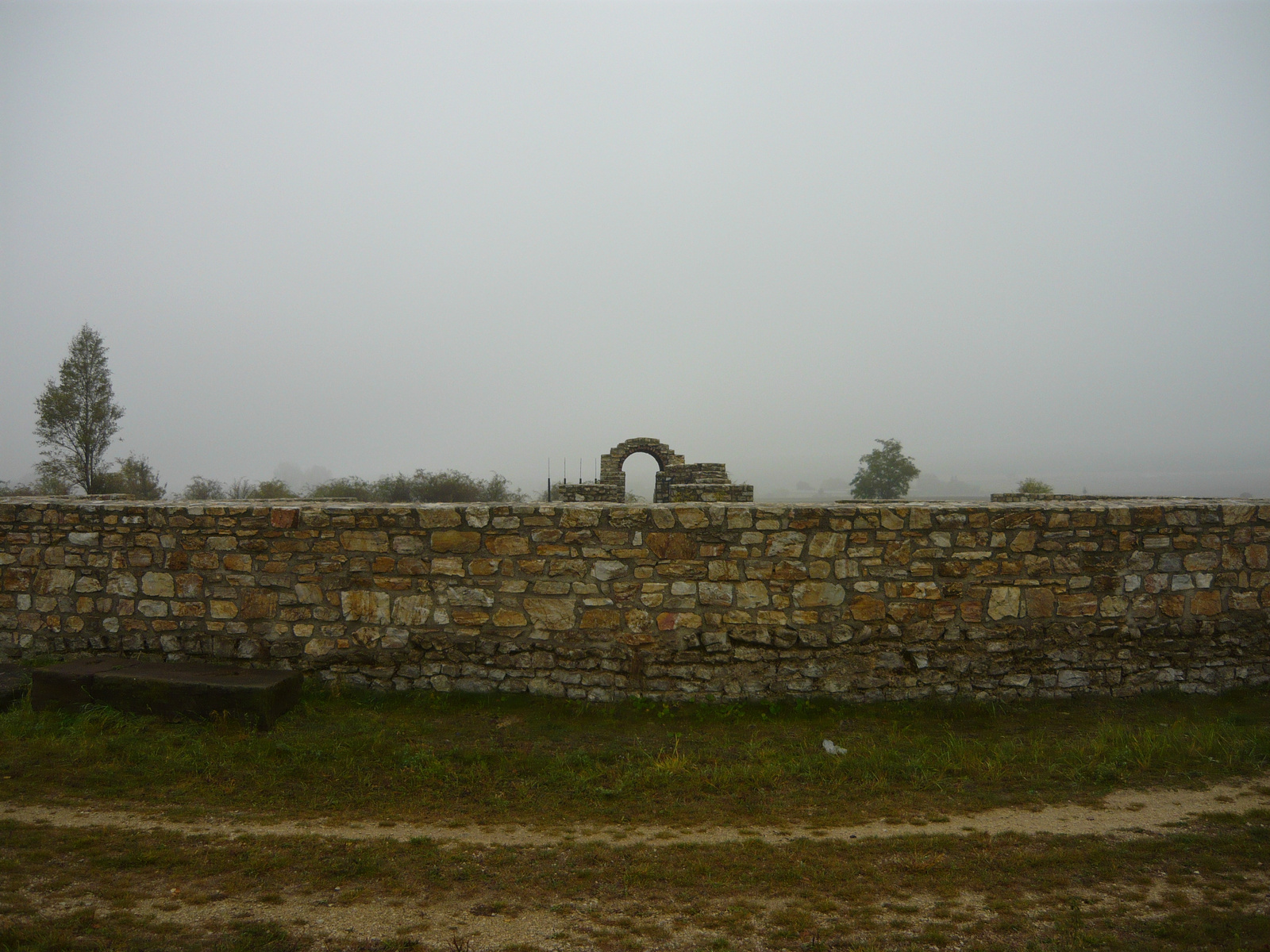
A halomsír mauzóleum

A polgári korszak birtokviszonyait az 1945-ös földosztás, társadalmi rendjét az 1949–1989 között kiépülő szocialista rendszer gyökeresen átalakította. A parasztokat erőszakkal termelőszövetkezetbe kényszeríttették, s olyan feltételeket teremtettek, hogy a lakosság jelentős része az iparban helyezkedett el. Helyben a termelőszövetkezet, majd az 1975 után megszerveződött nagyüzem, a Balatonfüred–Csopak Tája Mezőgazdasági Termelőszövetkezet teremtett munkaalkalmat, míg a munkások java része a veszprémi üzemekben kaptak munkát.

## Közélete

### Polgármesterei
- 1990–1994: Fodor István (független)[3]
- 1994–1998: Fodor István (független)[4]
- 1998–2002: Fodor István (független)[5]
- 2002–2006: Fodor István (független)[6]
- 2006–2010: Sári Lajos (független)[7]
- 2010–2014: Sövényházi Balázs (független)[8]
- 2014–2019: Sövényházi Balázs (független)[9]
- 2019–2024: Sövényházi Balázs (független)[10]
- 2024– : Sövényházi Balázs (független)[1]

## Népesség
A település népességének változása:
| Lakosok száma | 2627 | 2658 | 2693 | 3008 | 2927 | 3031 | 3000 |
|               | 2013 | 2014 | 2015 | 2021 | 2022 | 2023 | 2024 |

A 2011-es népszámlálás során a lakosok 88,6%-a magyarnak, 0,5% cigánynak, 2,6% németnek mondta magát (11,2% nem nyilatkozott; a kettős identitások miatt a végösszeg nagyobb lehet 100%-nál). A vallási megoszlás a következő volt: római katolikus 40,5%, református 23,4%, evangélikus 1,4%, görögkatolikus 0,4%, felekezeten kívüli 10,8% (20,5% nem nyilatkozott).
2022-ben a lakosság 93%-a vallotta magát magyarnak, 1,5% németnek, 0,4% cigánynak, 0,4% lengyelnek, 0,2% románnak, 0,1% horvátnak, 0,1% ukránnak, 3,3% egyéb, nem hazai nemzetiségűnek (6,8% nem nyilatkozott; a kettős identitások miatt a végösszeg nagyobb lehet 100%-nál). Vallásuk szerint 27,1% volt római katolikus, 15,6% református, 1,4% evangélikus, 0,6% görög katolikus, 0,1% izraelita, 0,1% ortodox, 1,8% egyéb keresztény, 0,7% egyéb katolikus, 14,3% felekezeten kívüli (37,9% nem válaszolt).

## Nevezetességei
- Nemesvámos, illetve Veszprémfajsz határában, Balácapusztán található a római villagazdaság ásatási és kiállítási területe.
- Betyárcsárda (Veszprémi út) – A ma Betyárcsárdaként ismert hely, Savanyú Jóska bakonyi betyár idejében élte fénykorát.
- Halomsír
- Református templom (Kossuth Lajos u.) – barokk stílusban épült 1740-ben, 1790-ben bővítették
- Római katolikus templom (Szent Máté) (Kossuth u. 24.) – copf stílusban épült 1886-ban

## Híres emberek
- Itt született 1783-ban Somogyi Gedeon nyelvész (Emléktáblája: Kossuth L. u. 29.)

## Képgaléria

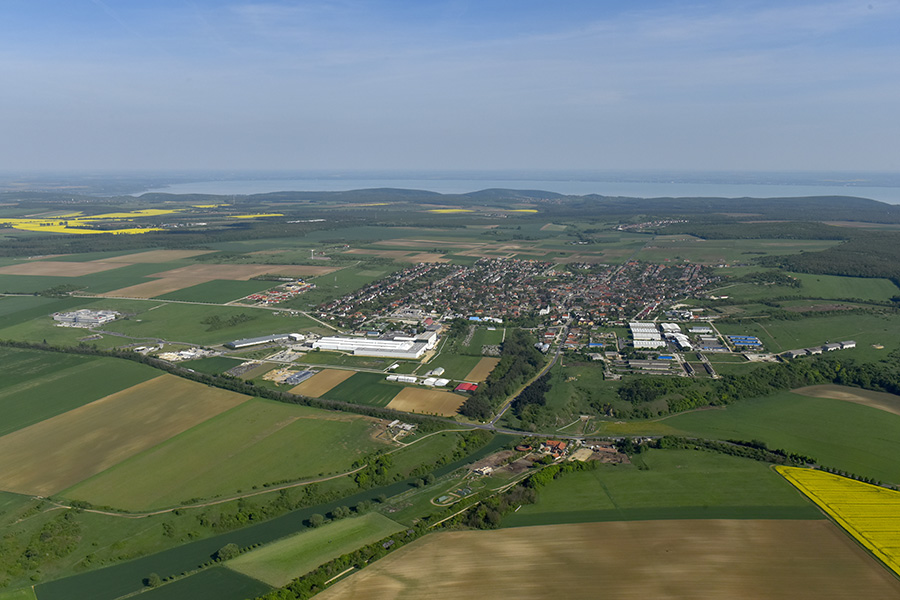
Nemesvámos madártávlatból
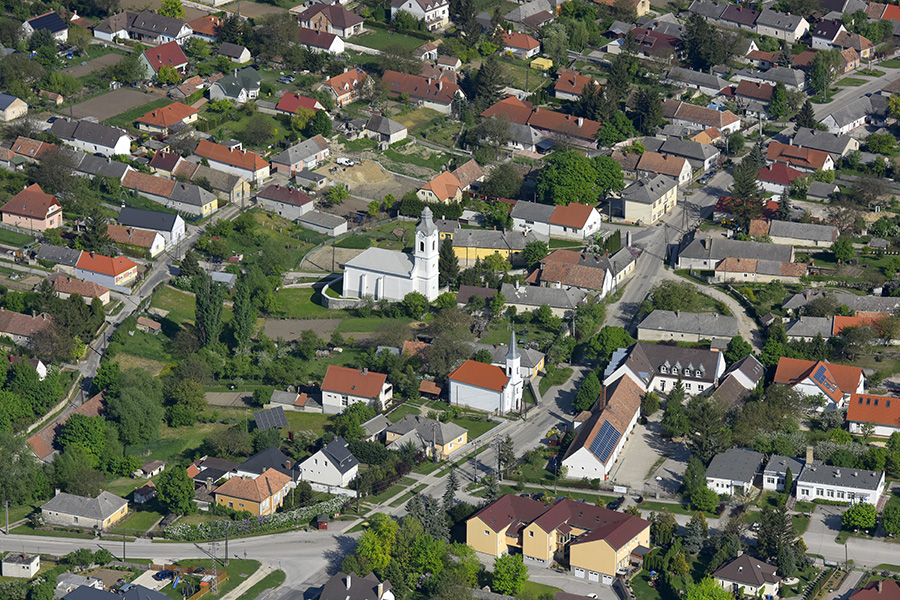
A faluközpont légi fotón
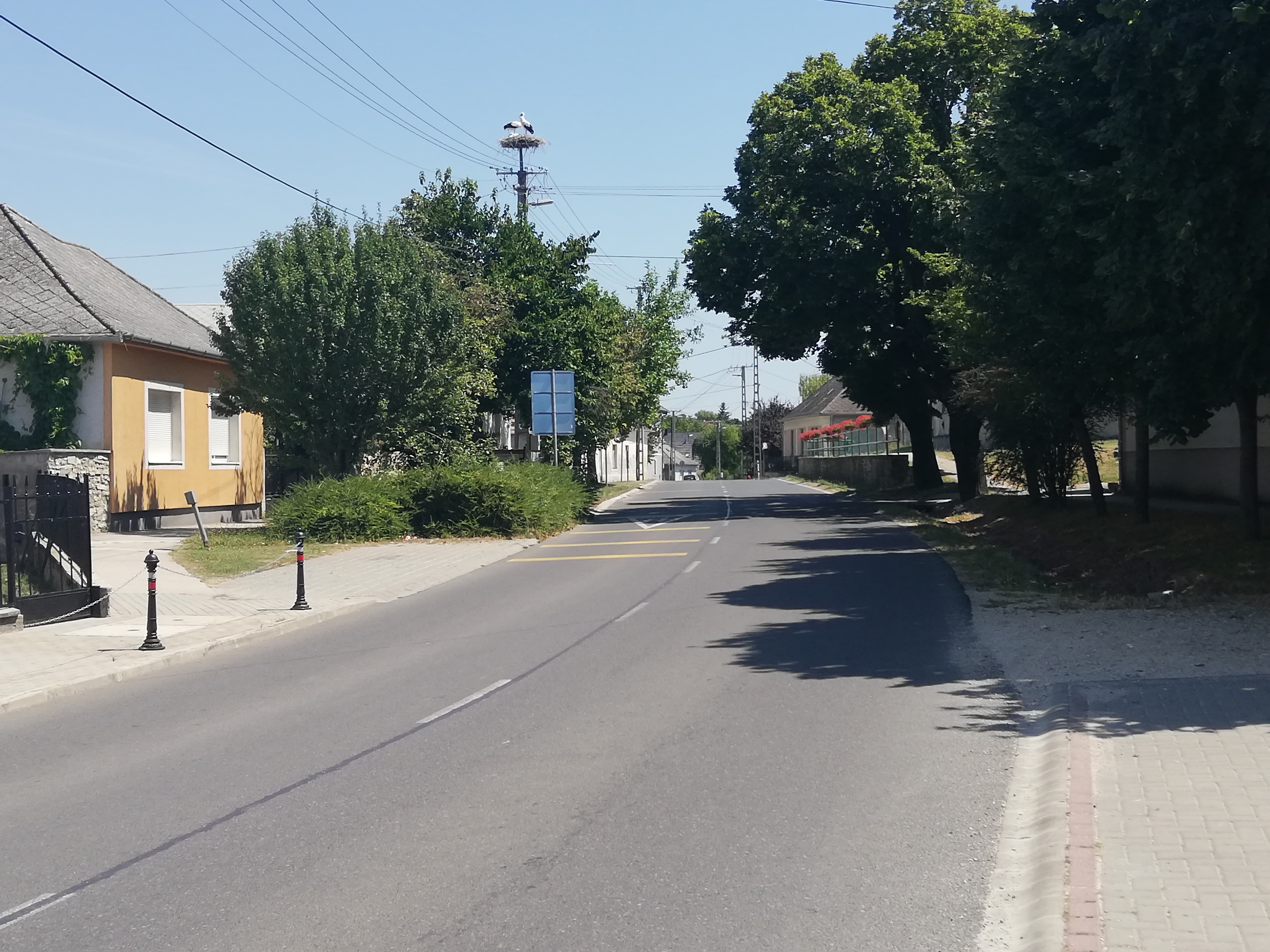
A 7302-es út a község központjában, dél felé nézve
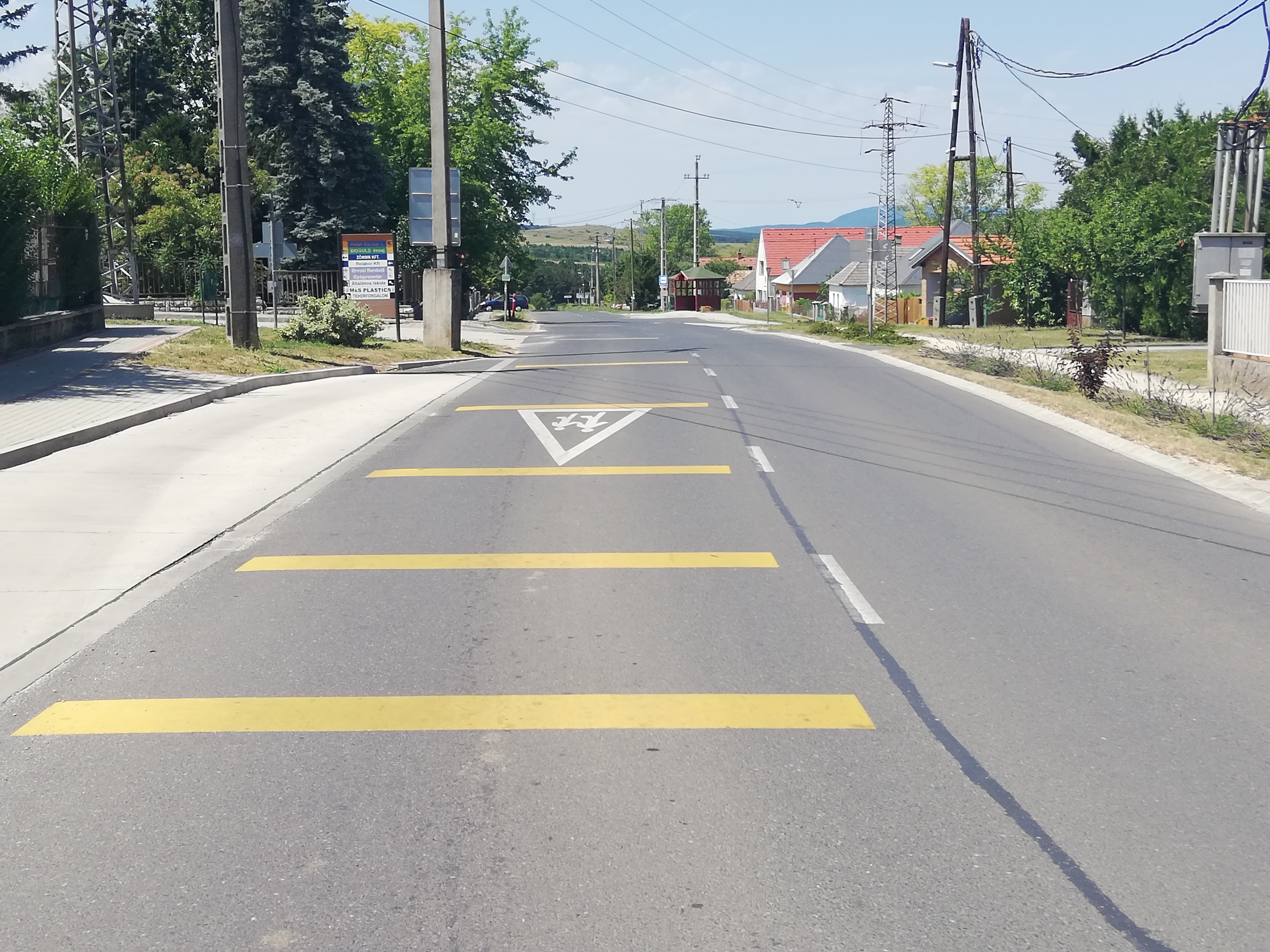
A főutca a központtól észak felé nézve
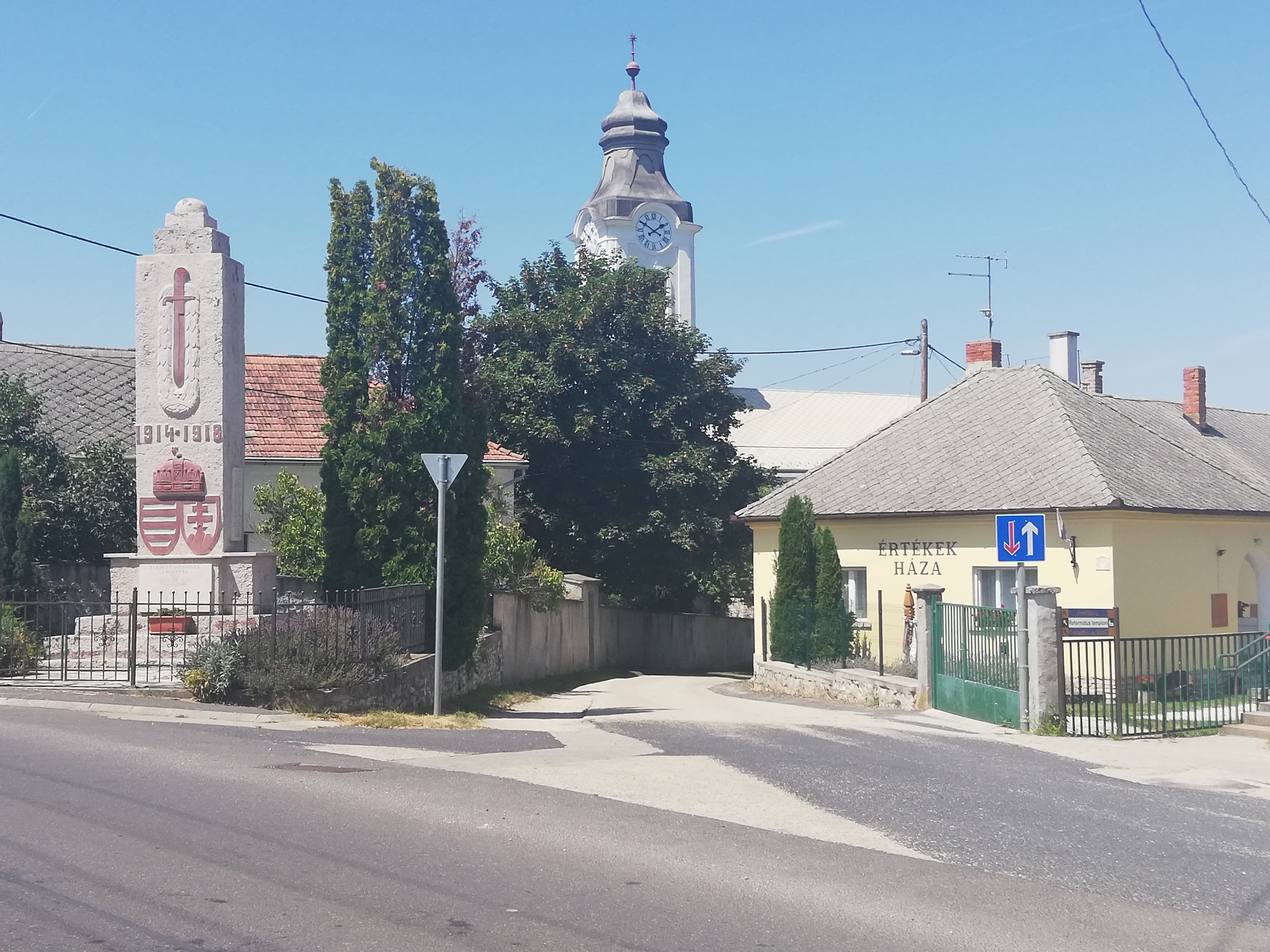
Nemesvámos központja
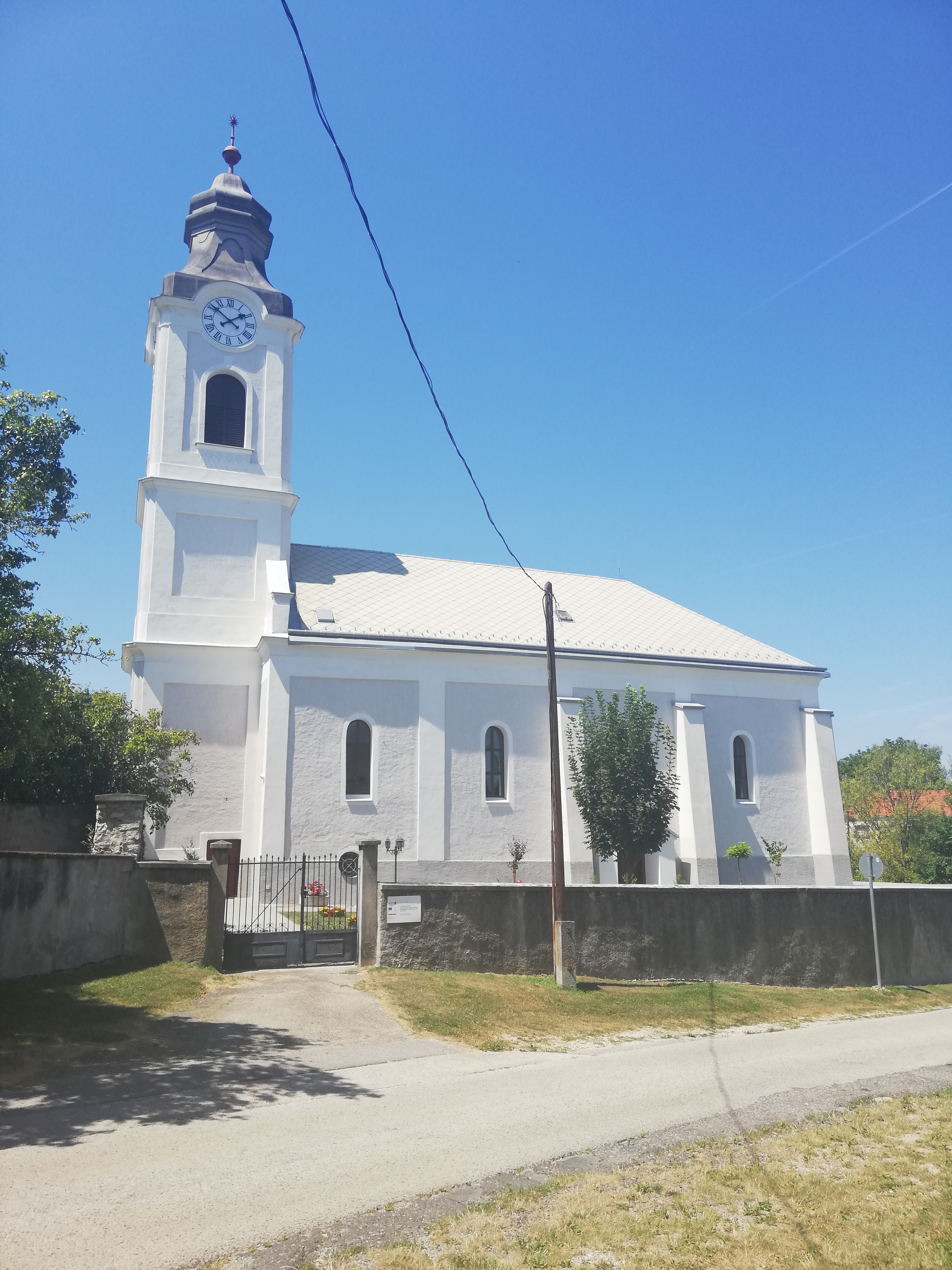
Református templom
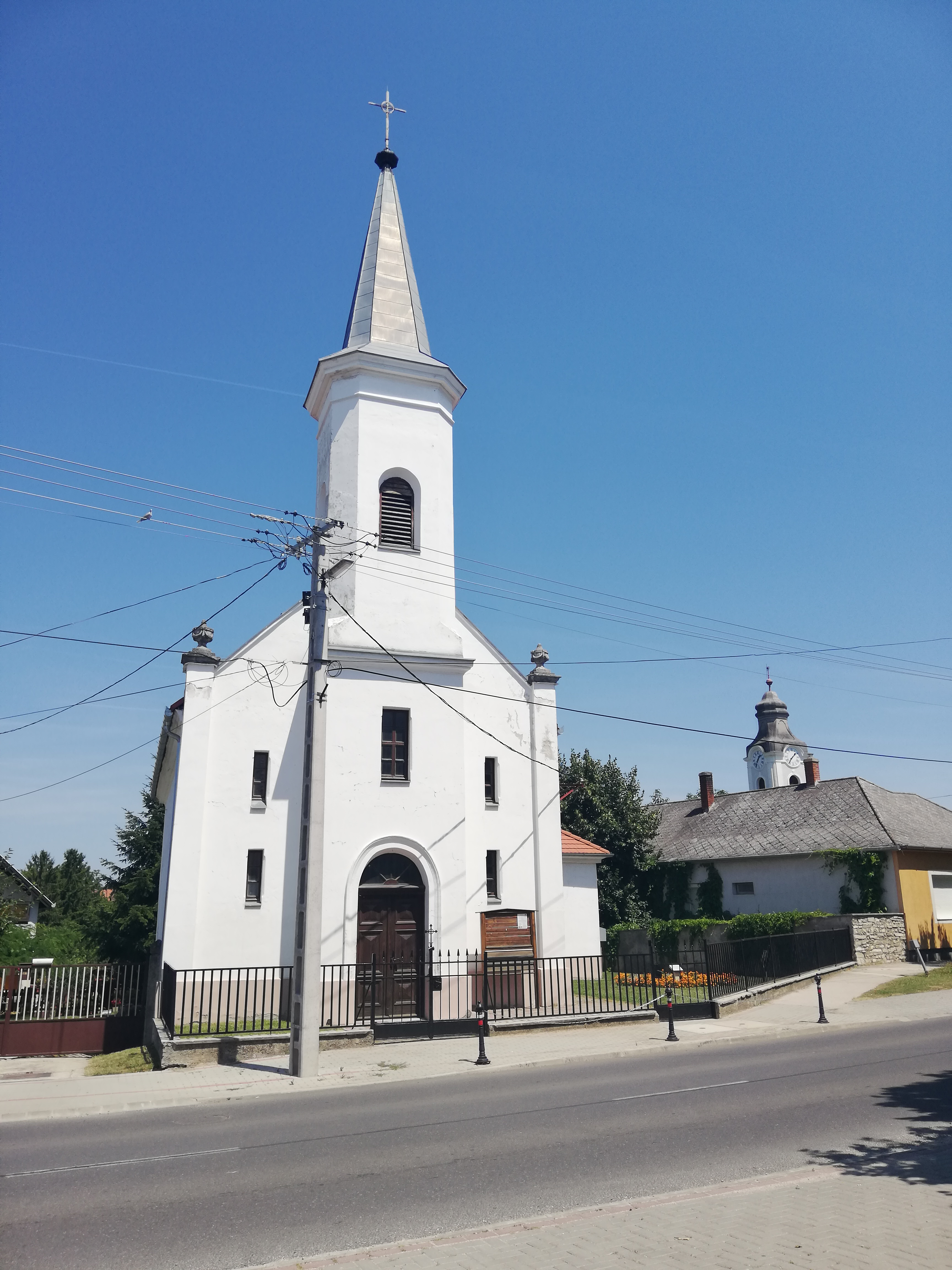
A katolikus templom
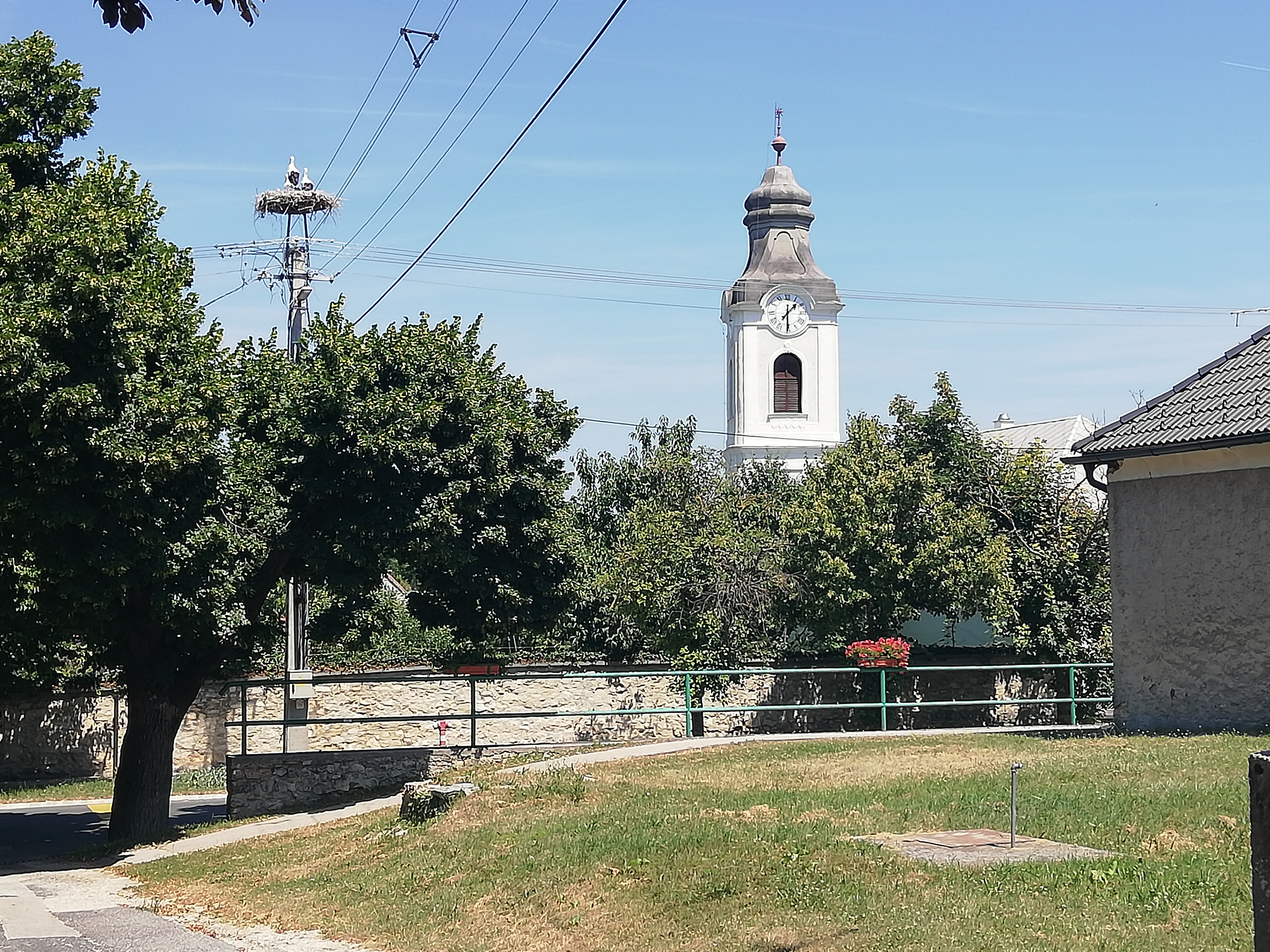
A református templom tornya lakott gólyafészekkel
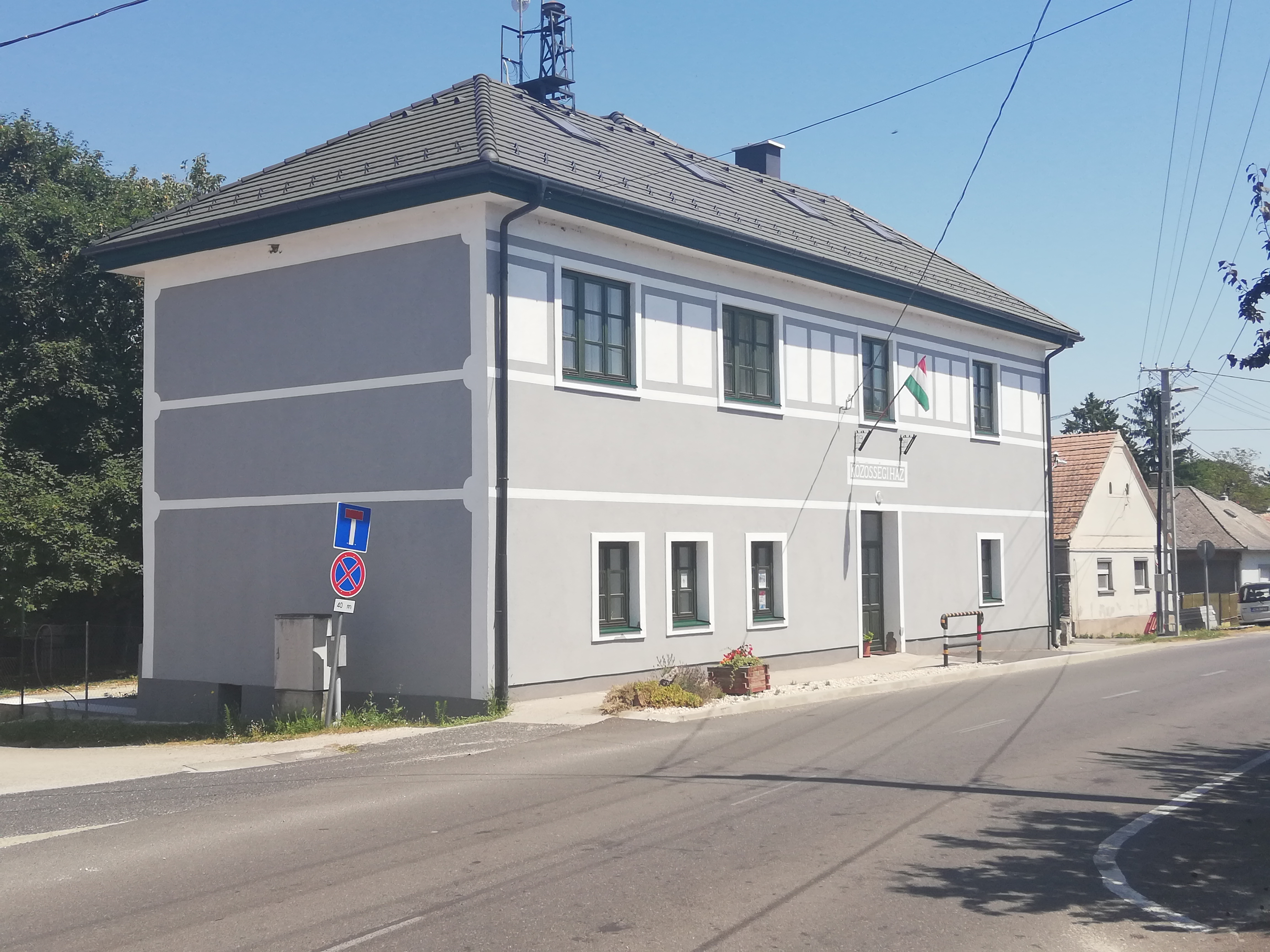
Közösségi ház
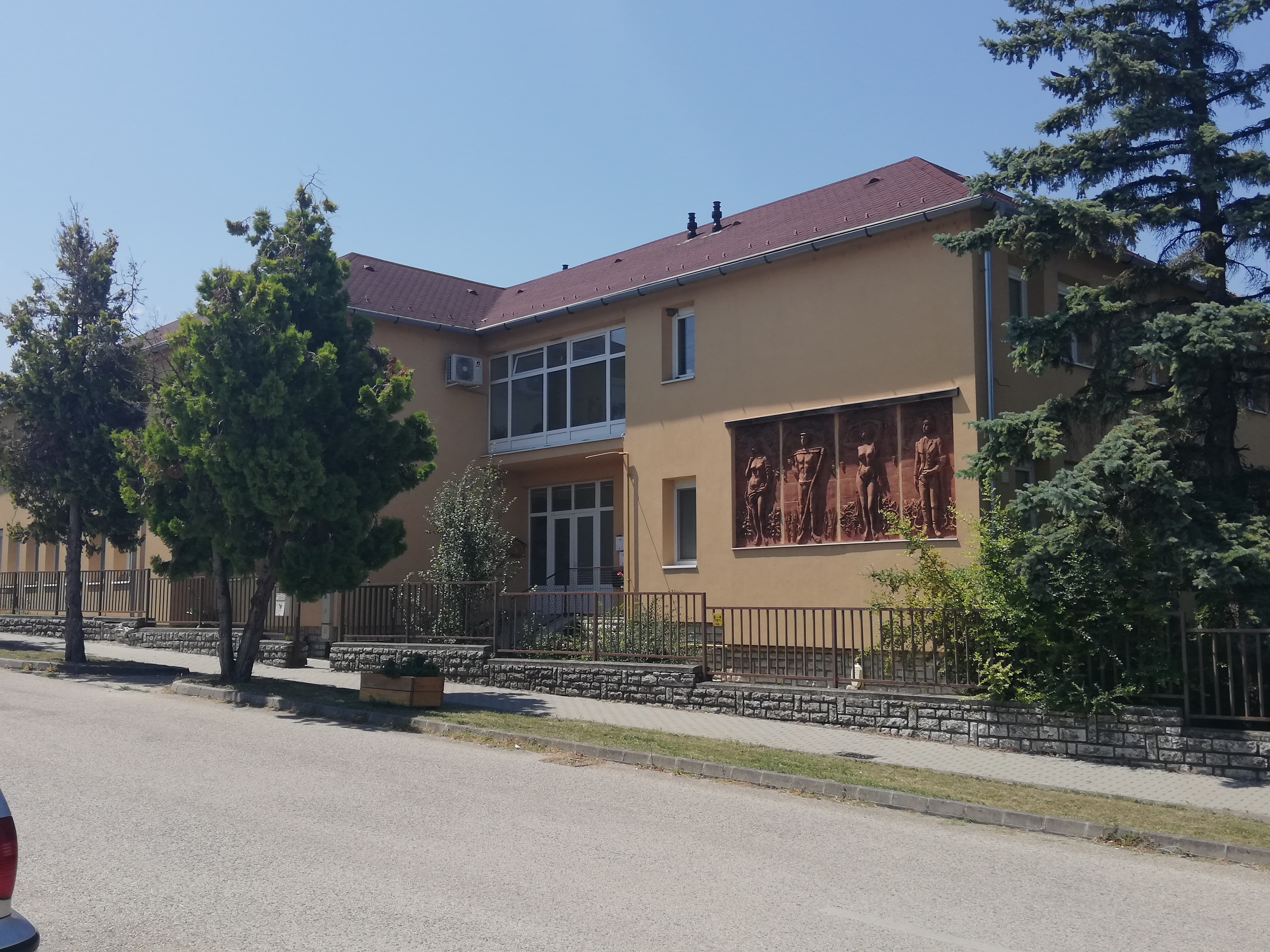
Volt szövetkezeti székház, ma lakóház (Petőfi utca)
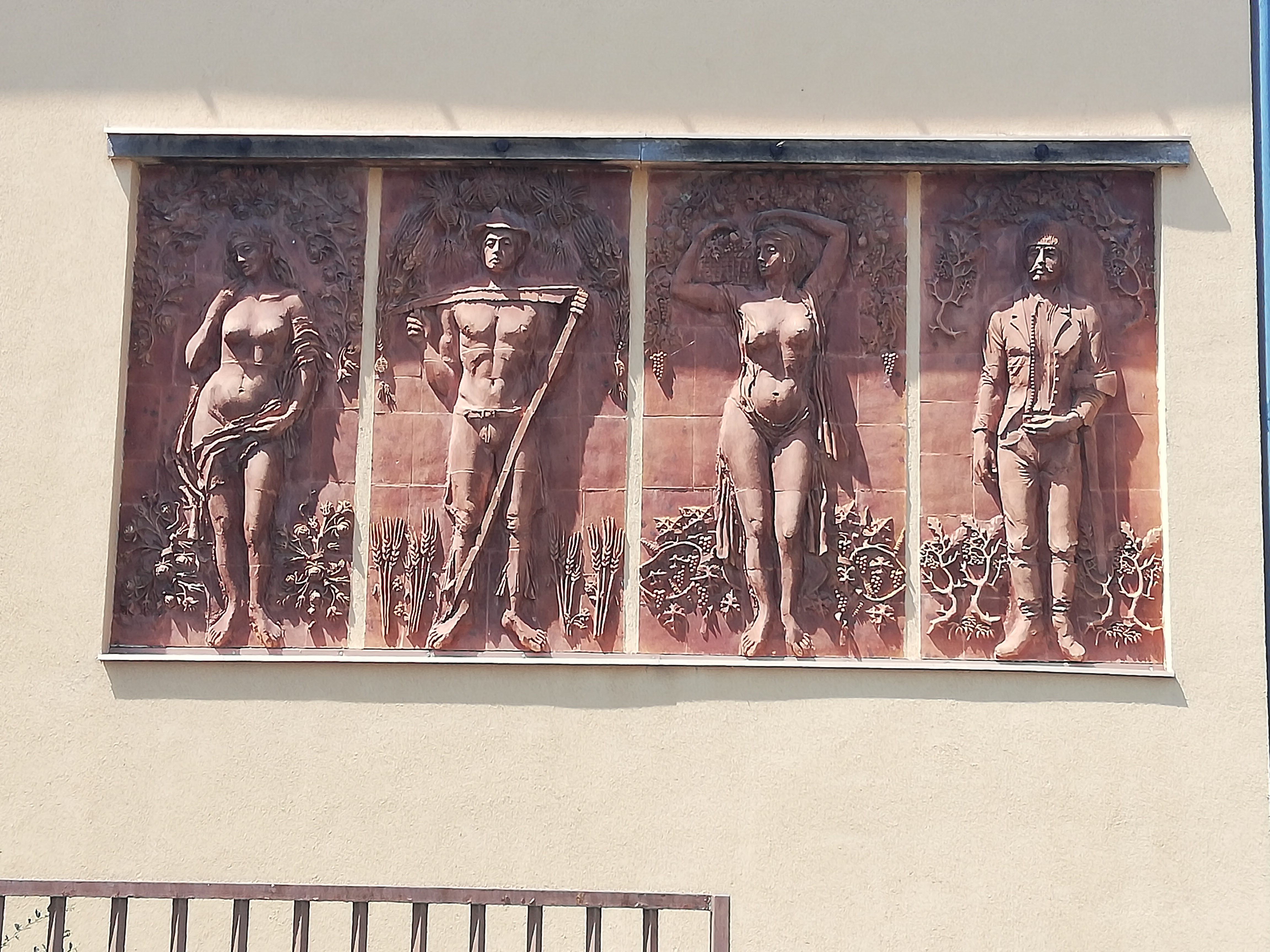
Csizmadia Zoltán Négy évszak című domborműve